# 赤站
赤站（日语：／ Aka eki */?）是一個位於福岡縣田川郡赤村大字內田，屬於平成筑豐鐵道田川線的鐵路車站。
優等列車不運行，只限普通列車停靠。

## 相鄰車站
平成筑豐鐵道
田川線
油須原－赤－內田

## 另見
- 日本鐵路車站列表
- 其他以顏色為單名的車站：
  - 紫車站（西鐵天神大牟田線）
  - 綠車站（JR北海道釧網本線）

## 外部連結
平成筑豐鐵道 – 赤站 （页面存档备份，存于）（日語）